# エンリケ・バルソラ
エンリケ・バルソラ（Enrique Barzola、1989年4月28日 - ）は、ペルーの男性総合格闘家。リマ出身。アメリカン・キックボクシング・アカデミー所属。The Ultimate Fighter: Latin America 2優勝。

## 来歴
レスリングを経験し、22歳の時に総合格闘技へ転向した。2012年にプロ総合格闘技デビュー。

### The Ultimate Fighter
2014年5月、リアリティ番組「The Ultimate Fighter: Latin America 2」に出場。エフレイン・エスクデロ率いるチーム・エスクデロに所属。ライト級トーナメント1回戦でホナタン・オルテガに3-0の判定勝ち。続く準決勝でセサール・アルサメンディアに1R一本勝ちを収め決勝進出を果たした。

### UFC
2015年11月21日、UFC初参戦となったUFC Fight Night: Magny vs. Gastelumのライト級トーナメント決勝でホラシオ・グティエレスと対戦し、3-0の判定勝ちを収め優勝を果たした。
2016年8月27日、フェザー級復帰戦となったUFC on FOX 21でカイル・ボフニャクと対戦し、1-2の判定負け。しかし、海外MMAメディアサイトの採点で記者14人中14人全員がバルソラの勝利を支持するなど物議を醸す判定となった。
2020年3月14日、バンタム級転向初戦となったUFC Fight Night: Lee vs. Oliveiraでハニ・ヤヒーラと対戦し、1-0の判定ドロー。

### Bellator
2022年1月29日、Bellator初参戦となったBellator 273で元Bellator世界バンタム級王者ダリオン・コールドウェルと対戦し、パウンドで3RTKO勝ち。
2022年6月24日、Bellator 282のBellatorバンタム級ワールドグランプリ1回戦でバンタム級ランキング4位のマゴメド・マゴメドフと対戦し、ギロチンチョークで4R一本負け。
2023年8月11日、Bellator 298でバンタム級ランキング9位のジェイロン・ベイツと対戦し、3-0の判定勝ち。

## 戦績
| 総合格闘技 戦績 | 総合格闘技 戦績 | 総合格闘技 戦績 | 総合格闘技 戦績 | 総合格闘技 戦績 | 総合格闘技 戦績 | 総合格闘技 戦績 |
| --------------- | --------------- | --------------- | --------------- | --------------- | --------------- | --------------- |
| 32 試合         | (T)KO           | 一本            | 判定            | その他          | 引き分け        | 無効試合        |
| 21 勝           | 5               | 4               | 12              | 0               | 2               | 0               |
| 9 敗            | 0               | 1               | 8               | 0               | 2               | 0               |

| 勝敗 | 対戦相手                             | 試合結果                     | 大会名                                                               | 開催年月日     |
| ○    | タイラー・ダイヤモンド               | 5分3R終了 判定3-0            | PFL 9                                                                | 2024年8月23日  |
| ×    | ティムール・ヒズリエフ               | 5分3R終了 判定0-3            | PFL 6 【2024年PFLウェルター級トーナメント・レギュラーシーズン2回戦】 | 2024年6月28日  |
| ×    | アダム・ボリッチ                     | 5分3R終了 判定0-3            | PFL 3 【2024年PFLフェザー級トーナメント・レギュラーシーズン1回戦】   | 2024年4月19日  |
| ○    | ジェイロン・ベイツ                   | 5分3R終了 判定3-0            | Bellator 298: Storley vs. Ward                                       | 2023年8月11日  |
| ○    | エリック・ペレス                     | 5分3R終了 判定3-0            | Bellator 292: Nurmagomedov vs. Henderson                             | 2023年3月10日  |
| ×    | フアン・アーチュレッタ               | 5分3R終了 判定0-3            | Bellator 286: Pitbull vs. Borics                                     | 2022年10月1日  |
| ×    | マゴメド・マゴメドフ                 | 4R 1:27 ギロチンチョーク     | Bellator 282: Mousasi vs. Eblen                                      | 2022年6月24日  |
| ○    | ニキータ・ミハイロフ                 | 5分3R終了 判定3-0            | Bellator 278: Velasquez vs. Carmouche                                | 2022年4月22日  |
| ○    | ダリオン・コールドウェル             | 3R 3:01 TKO（パウンド）      | Bellator 273: Bader vs. Moldavsky                                    | 2022年1月29日  |
| △    | ハニ・ヤヒーラ                       | 5分3R終了 判定1-0            | UFC Fight Night: Lee vs. Oliveira                                    | 2020年3月14日  |
| ×    | モフサル・エフロエフ                 | 5分3R終了 判定0-3            | UFC Fight Night: Maia vs. Askren                                     | 2019年10月26日 |
| ○    | ボビー・モフェット                   | 5分3R終了 判定2-1            | UFC Fight Night: Shevchenko vs. Carmouche 2                          | 2019年8月10日  |
| ×    | ケビン・アギラー                     | 5分3R終了 判定0-3            | UFC on ESPN 2: Barboza vs. Gaethje                                   | 2019年3月30日  |
| ○    | ブランドン・デイビス                 | 5分3R終了 判定3-0            | UFC Fight Night: Maia vs. Usman                                      | 2018年5月19日  |
| ○    | マット・べセット                     | 5分3R終了 判定3-0            | UFC 220: Miocic vs. Ngannou                                          | 2018年1月20日  |
| ○    | ガブリエル・ベニテス                 | 5分3R終了 判定3-0            | UFC 211: Miocic vs. dos Santos 2                                     | 2017年5月13日  |
| ○    | クリス・アビラ                       | 5分3R終了 判定3-0            | UFC Fight Night: dos Anjos vs. Ferguson                              | 2016年11月5日  |
| ×    | カイル・ボフニャク                   | 5分3R終了 判定1-2            | UFC on FOX 21: Maia vs. Condit                                       | 2016年8月27日  |
| ○    | ホラシオ・グティエレス               | 1R 2:23 リアネイキドチョーク | UFC Fight Night: Magny vs. Gastelum 【ライト級トーナメント決勝】     | 2015年11月21日 |
| ○    | フェルナンド・ペレス                 | 2R 4:36 TKO（パンチ連打）    | Peru Fighting Championship 18                                        | 2014年9月6日   |
| ×    | マルティン・モリネド                 | 5分3R終了 判定0-3            | Fusion Fighting Championship 9                                       | 2014年7月16日  |
| ○    | マヌエル・メサ                       | 5分3R終了 判定3-0            | Inka FC 26                                                           | 2014年5月24日  |
| ○    | フンベルト・バンデナイ               | 2R リアネイキドチョーク      | Inka FC 25                                                           | 2014年4月16日  |
| ×    | フェルナンド・ブルーノ               | 5分2R終了 判定0-3            | 300 Sparta 5 Grand Prix 【フェザー級グランプリ準決勝】               | 2014年2月4日   |
| ○    | マルコ・アナトリー                   | 2R TKO（パンチ連打）         | 300 Sparta 5 Grand Prix 【フェザー級グランプリ準々決勝】             | 2014年2月4日   |
| ○    | ミサエル・シウバ・デ・ソウザ         | 2R 2:25 TKO（パンチ連打）    | Show Fighting Enterprise 2                                           | 2013年11月30日 |
| ○    | ヨエル・イグレシアス                 | 2R 3:29 TKO（パンチ連打）    | Inka FC 24                                                           | 2013年10月23日 |
| ○    | ホルヘ・エンシーソ                   | 1R リアネイキドチョーク      | 300 Sparta MMA 4                                                     | 2013年10月10日 |
| △    | ゴンサロ・ヴァレーホ                 | 5分3R終了 判定0-0            | 300 Sparta MMA 2                                                     | 2013年7月17日  |
| ○    | エミリアーノ・ニーリー               | 3R リアネイキドチョーク      | Inka FC 21                                                           | 2013年5月19日  |
| ○    | ホルヘ・ルイス・フィゲロア・デュラン | 5分3R終了 判定3-0            | 300 Sparta MMA 1                                                     | 2013年4月24日  |
| ○    | アルツロ・フライアス                 | 1R 2:28 リアネイキドチョーク | Inka FC 19                                                           | 2012年12月12日 |

## 獲得タイトル
- The Ultimate Fighter: Latin America 2ライト級優勝（2015年）